# Федяев, Павел Михайлович
Павел Михайлович Федяев (род. 31 июля 1982, Кемерово) — российский политик и спортивный функционер, депутат Государственной думы Российской Федерации шестого, седьмого и восьмого созывов. Президент Федерации дзюдо Кемеровской области.
Из-за вторжения России на Украину, находится под международными санкциями Евросоюза, США, Великобритании и ряда других стран

## Биография
Родился 31 июля 1982 года в Кемерове.
В 1999 году окончил лицей №23 в городе Кемерово.

## Образование
В 1999—2004 годах учился на экономическом факультете Кузбасского государственного технического университета. Окончил, получив специальность «Экономика и управление на предприятии (в горной промышленности)».
В 2015 году получил специальность «юриспруденция», окончив юридический факультет Кемеровского государственного университета.
В 2015 году с красным дипломом окончил факультет «Международный институт государственной службы и управления» Российской академии народного хозяйства и государственной службы при Президенте РФ.
Кандидат экономических наук.

## Трудовая деятельность
Работать начал в 2003 году ещё студентом, учеником монтёра пути на угольном разрезе «Черниговец» в городе Берёзовский Кемеровской области.
Там же работал и после получения диплома, курировал экономику погрузочно-транспортного управления. В 2005-2008 годах руководил финансово-экономическими подразделениями в различных компаниях, входящих в структуру Холдинговой компании «Сибирский Деловой Союз» в Кемерово и в Москве. В 2008 году Павел Федяев возглавил торговое направление в Холдинговой компании «Сибирский деловой союз». Занимался развитием торговой сети «СДС-Маркет», в которую сегодня входит около 40 магазинов и Губернских рынков в городах Кузбасса и Алтайского края. Летом 2011 года был назначен вице-президентом Холдинговой компании «Сибирский деловой союз» по социальной политике.

## Политическая деятельность
30 сентября 2008 года вступил в политическую партию Единая Россия.

### Депутат Госдумы России
21 декабря 2011 года избран депутатом Государственной Думы Российской Федерации VI созыва.
В Госдуме VI созыва был членом фракции «Единая Россия», членом комитета Госдумы по аграрным вопросам.
Принимал активное участие в развитии животноводческого комплекса «Ваганово», который был запущен в эксплуатацию в 2012 году в Промышленновском районе Кузбасса. На сегодняшний момент «Ваганово» имеет статус племенного репродуктора по трансплантации эмбрионов крупного рогатого скота.
18 сентября 2016 года избран депутатом Государственной думы Российской Федерации VII созыва по 103 Заводскому одномандатному избирательному округу, Кемеровская область (был выдвинут от партии «Единая Россия»). Заместитель председателя Комитета Госдумы по транспорту и строительству.
19 сентября 2021 года избран депутатом Государственной думы Российской Федерации VIII созыва по 103 Заводскому одномандатному избирательному округу, Кемеровская область (был выдвинут от партии «Единая Россия»). Первый заместитель председателя Комитета Госдумы по транспорту и развитию транспортной инфраструктуры.

## Законотворческая деятельность
С 2011 по 2021 год, в течение исполнения полномочий депутата Государственной Думы VI и VII созывов, выступил соавтором 108 законодательных инициатив и поправок к проектам федеральных законов. Стал одним из инициаторов и авторов закона о модернизации и расширении магистральной инфраструктуры, который дал мощный импульс развитию строительства Восточного полигона. Одним из первых, в 2021 году, обозначил необходимость выдавать льготную ипотеку с господдержкой адресно и однократно, чтобы избежать перегрева рынка. Впоследствии такие условия были введены во всех российских банках. В VIII созыве назначен Первым заместителем председателя Комитета по транспорту и развитию транспортной инфраструктуры. Создал и руководит рабочей группой по законодательному регулированию средств индивидуальной мобильности. Призывает к повышению возраста пользователей СИМ до 16 лет, к снижению скорости индивидуального электротранспорта, а также к обязательному использованию защитной экипировки. Входит в рабочую группу по формированию нацпроекта "Транспорт" в части определения опорной сети аэропортов России, которые нуждаются в модернизации.

## Санкции
23 февраля 2022 года внесён в санкционные списки стран Евросоюза за действия и политику, которые подрывают территориальную целостность, суверенитет и независимость Украины и еще больше дестабилизируют Украину.
24 февраля 2022 года включён в санкционный список Канады «близких соратников режима» за голосование о признании независимости «так называемых республик в Донецке и Луганске».
24 марта 2022 года, на фоне вторжения России на Украину, включён в санкционный список США за «соучастие в войне Путина» и «поддержку усилий Кремля по вторжению в Украину», Госдеп США заявил что депутаты Госдумы используют свои полномочия для преследования инакомыслящих и политических оппонентов, нарушают свободу информации, ограничивают права человека и основные свободы граждан России.
Позднее, по аналогичным основаниям, включён в санкционные списки Великобритании, Швейцарии, Австралии, Японии, Украины, Японии и Новой Зеландии.

## Спортивная деятельность
Павел Федяев президент Федерации дзюдо Кемеровской области, занимается популяризацией и развитием этого вида спорта. Активный участник различных любительских мероприятий в сфере здорового образа жизни, физической культуры и любительского спорта. Сам увлекается баскетболом, большим теннисом, плаванием, бегом.

## Общественная деятельность
Участник постоянной делегации Федерального Собрания в Парламентской ассамблее Организации по безопасности и сотрудничеству в Европе (ПА ОБСЕ).
Руководитель думской группы дружбы с греческим парламентом.
Входит в состав экспертного Совета Национального объединения строителей «НОСТРОЙ».
Почетный донор России.

## Награды
Имеет ряд наград Кемеровской области и поощрений руководителей федеральных органов РФ :
- Орден «Доблесть Кузбасса»
- Орден «За обустройство Земли Кузнецкой»
- Медаль «За особый вклад в развитие Кузбасса» III степени
- Медаль «За веру и добро»
- Юбилейная медаль «70 лет Кемеровской области»

## Семья
Женат, воспитывает четверых детей.
Дедушка — Юрий Иванович Федяев, Герой Кузбасса, агроном по образованию, руководил совхозом и другими крупными сельхозпредприятиями.
Отец — Михаил Юрьевич Федяев, президент Холдинговой компании «Сибирский деловой союз».
Младший брат — Юрий Михайлович Федяев (род. 1984).